# Liste des maires de Meudon
La liste des maires de Meudon présente la liste des maires de la commune française de Meudon, située dans le département des Hauts-de-Seine en région Île-de-France.

## Liste des maires

### Entre 1790 et 1944
| Période      | Période      | Identité                                 | Étiquette    | Qualité                                                                                        |
| ------------ | ------------ | ---------------------------------------- | ------------ | ---------------------------------------------------------------------------------------------- |
| 1790         | 1791         | Jean-Pierre Demarne                      |              |                                                                                                |
| 1791         | 1792         | Jean Delaunay                            |              |                                                                                                |
| 1792         | 1795         | Jean-Baptiste Hetor                      |              |                                                                                                |
| 1795         | 1795         | Thomas Demarne                           |              |                                                                                                |
| 1795         | 1799         | Eustache Champenois                      |              |                                                                                                |
| 1799         | 1799         | Thomas Demarne                           |              |                                                                                                |
| 1799         | 1802         | Joseph Lecoq                             |              |                                                                                                |
| 1802         | 1815         | Jean-Louis Dandry                        |              |                                                                                                |
| 1815         | 1830         | Paul Paley                               |              |                                                                                                |
| 1830         | 1835         | Lazare Demets                            |              |                                                                                                |
| 1835         | 1838         | Antoine Banès                            |              | Directeur de l'exploitation de la PO Conseiller général de Sèvres (1838 → 1842 et 1850 → 1852) |
| 1838         | 1848         | Côme Ôbeuf                               |              | Médecin                                                                                        |
| 1848         | 1851         | Claude Demarne                           |              |                                                                                                |
| 1852         | 1870         | Charles Verd de Saint-Julien (1795-1878) | Bonapartiste | Notaire royal Nommé maire                                                                      |
| 1870         | 1871         | Louis Eugène Robert                      |              | Géologue                                                                                       |
| 1871         | 1874         | Félix Aubry (1813-1890)                  |              | Négociant et fabricant de dentelles, banquier                                                  |
| 1875         | 1877         | Nicolas Legrand                          |              |                                                                                                |
| 1878         | 1881         | Alexis Dulong (1804-1885)                |              | Officier d’artillerie puis ingénieur civil                                                     |
| 1881         | 1884         | François-Victor Noury                    |              | Entrepreneur en maçonnerie                                                                     |
| 1884         | 1892         | Louis Aimé Le Corbeiller (1842-1921)     |              | Éditeur                                                                                        |
| 1892         | 1908         | Édouard Marbeau (1847-1940)              |              | Industriel                                                                                     |
| 1908         | mai 1912     | Georges Maillard                         |              |                                                                                                |
| mai 1912     | 1922         | Henri Dalsème (1875-1964)                | PRRRS        |                                                                                                |
| 1922         | 1923         | Charles Alliot                           |              |                                                                                                |
| 1923         | mai 1925     | Émile Bertinot (1864-1936)               |              | Juriste                                                                                        |
| mai 1925     | mai 1929     | Henri Dalsème (1875-1964)                | PRRRS        |                                                                                                |
| mai 1929     | mai 1935     | Joseph Loiret (1874-1938)                |              | Inspecteur général des mines, professeur de législation à l'École des mines de Paris           |
| mai 1935     | 5 avril 1936 | Marcel Thoreux (1881-1966)               | PCF          | Typographe retraité, chansonnier et auteur de théâtre                                          |
| 5 avril 1936 | octobre 1940 | Henri Dalsème (1875-1964)                | PRRRS        | Chef de service adjoint à la Chambre des députés Démissionnaire                                |
| octobre 1940 | 1941         | Paul Olry                                |              | Premier adjoint                                                                                |
| 1941         | 1944         | Roger Hamelin (1891-1980)                |              | Officier de marine puis industriel                                                             |

### Depuis 1944
Depuis 1944, sept maires se sont succédé à la tête de la commune.
| Période          | Période                   | Identité                   | Étiquette                     | Qualité |
| ---------------- | ------------------------- | -------------------------- | ----------------------------- | --- |
| 24 novembre 1944 | mai 1945                  | Alfred Tribert (1902-1955) | SFIO                          | Mécanicien dans l'aéronautique, résistant |
| mai 1945         | octobre 1947              | Lucien Feuchot             |                               | |
| octobre 1947     | mars 1971                 | René Leduc                 | UNR puis UDR                  | Directeur commercial Député de Seine-et-Oise (1958 → 1967) |
| mars 1971        | 19 juin 1983              | Gilbert Gauer (1920-1983)  | RI puis UDF-PR                | Adjoint au maire (1953 → 1971) Conseiller régional Délégué général de La Fédération Décédé en fonction |
| 30 juin 1983     | 9 mars 1999               | Henry Wolf, (1927-2020)    | UDF-PSD                       | Libraire, premier adjoint (1971 → 1983) Conseiller général de Meudon (1973 → 2004) Vice-président du conseil général (1979 → ?) Président de l'IIBRBS Démissionnaire |
| 9 mars 1999      | 20 octobre 2017           | Hervé Marseille            | UDF puis NC puis FED puis UDI | Conseiller d'État Sénateur des Hauts-de-Seine (2011 →) Conseiller général de Meudon (2004 → 2012) Président du Syctom (2014 → 2017) Vice-président de la CA puis de l'EPT GPSO (2010 → 2017) Conseiller métropolitain (2016 →) Démissionnaire à la suite de sa réélection comme sénateur |
| 20 octobre 2017  | En cours (au 23 mai 2020) | Denis Larghero (1968- )    | UDI                           | Conseiller départemental de Meudon (2015 →) Vice-président du conseil départemental (2015 → 2017) Réélu pour le mandat 2020-2026 |

## Conseil municipal actuel
Les 43 sièges composant le conseil municipal ont été pourvus le 15 mars 2020 lors du premier tour de scrutin. Actuellement, il est réparti comme suit : 

## Pour approfondir